# Entre el cielo y el suelo
Entre el Cielo y el Suelo es el cuarto álbum de estudio de la banda de tecno-pop Mecano, publicado el 21 de junio de 1986 a través de Sony BMG. Después de su ruptura con CBS, marcó un antes y un después en la trayectoria de la banda, iniciando con él una etapa de madurez creativa, conceptual y técnica que supondría su salto al éxito internacional.
El álbum reivindicó la figura de José María Cano como compositor frente a su hermano Nacho, ya que previamente casi todos los temas del grupo que habían sido publicados como singles habían sido escritos por este último. El disco toma su nombre del primer verso de una de las canciones que aparecían en él, Me cuesta tanto olvidarte. Este álbum vendió más de 1 000 000 de ejemplares solamente en España. Con este, fue con el primer álbum que superaron el millón de discos vendidos.

## Grabación
Entre el cielo y el suelo contó con los arreglos y la producción del propio grupo y fue grabado en los estudios Audiofilm (Madrid), Lillie Yard (Londres), Hot Nights y Lansdown. Participaron como músicos los baterías Sergio del Castillo y Peter Bernacle y los bajistas Manolo Aguilar y Andy Pask, siendo la programación realizada en los Estudios Fairlight, propiedad de Nacho Cano. Los ingenieros de grabación fueron Luis Miguel González, Austin Ince, Simon Humphrey, Curis Dibble y Juan Miguel Sánchez.
Los temas de Nacho Cano fueron mezclados en los estudios Work House de Londres y los de José María Cano los estudios Audiofilm de Madrid por Luis Fernánez Soria. El diseño gráfico fue realizado en el Studio Gatti y la sesión de fotos es de Alejandro Cabrera. El grupo agradecía su colaboración a Jorge Pardo, Manel Santiesteban, Pepe Ébano, Félix Arriba, Jerry Butler, Laurie Holloway y la Cuerda de la orquesta Laurie Lewis.

## Contenido y promoción
Del álbum se extrajeron cinco singles. Sólo el primero de ellos, Ay qué pesado, estaba escrito por Nacho. En este tema, al igual que en 50 palabras, 60 palabras o 100, las dos únicas canciones del álbum de estilo tecno-pop estrictamente hablando, Nacho Cano experimentó para la percusión con su recién adquirida caja de sonidos de Roland (R-8). El lado B de este sencillo fue Esta es la historia de un amor.
El siguiente sencillo fue Cruz de navajas, un blues con acompañamientos de congas y saxofón, premiada como mejor canción del año en España en 1987, que incluyó en la cara B Las cosas pares. A continuación se editó el sencillo de Me cuesta tanto olvidarte, una balada con acompañamiento de piano y teclados simulando violines, con Ángel en el lado B.
El cuarto sencillo fue No es serio este cementerio, una canción de un fuerte humor negro, con 50 palabras, 60 palabras o 100 en la cara B. Finalmente, el último sencillo extraído fue Hijo de la Luna, una historia trágica de amor y de engaño, ligada esta vez al mundo de las supersticiones gitanas y que es quizá la canción de Mecano más versionada por otros cantantes. En la cara B aparecía Te busqué.
También se publicó un maxisencillo de vinilo titulado Baila con Mecano, un popurrí grabado en estudio (no es un remix) que contiene extractos de varios de los temas del álbum.
El álbum fue publicado en otros países con un listado diferente de canciones. En Estados Unidos y Latinoamérica, con una portada ligeramente diferente, sólo contaba con diez canciones, ya que se descartaron Las cosas pares y Te busqué (las cuales sólo aparecían en casete y posteriormente en CD). En las versiones para Alemania y Francia se incluyeron catorce canciones a modo de recopilatorio, algunas del álbum español y otras del siguiente trabajo del grupo, Descanso dominical. De la edición española original del álbum se incluyeron Ay qué pesado, Ángel, 50 palabras, 60 palabras o 100, Te busqué, Me cuesta tanto olvidarte, No tienes nada que perder, Las curvas de esa chica, No es serio este cementerio, Las cosas pares y Esta es la historia de un amor, mientras que del elepé Descanso dominical se añadieron Héroes de la Antártida, Fábula, Hermano Sol, hermana Luna y Laika.
En las reediciones actuales del álbum se incluye un "Bonus Track" donde aparecen una pequeña grabación llamada "Canción cortita para antes de que nos abandone el mar" de 1 minuto de duración y la versión italiana de "Hijo de la Luna" (Figlio della Luna).

## Lista de canciones
Edición LP
| Cara A |                                  |                 |          |  |
| N.º    | Título                           | Compositor      | Duración |  |
| 1.     | «Ay qué pesado»                  | Nacho Cano      | 3:59     |  |
| 2.     | «Ángel»                          | Nacho Cano      | 4:34     |  |
| 3.     | «Hijo de la Luna»                | José María Cano | 4:20     |  |
| 4.     | «50 palabras, 60 palabras o 100» | Nacho Cano      | 4:00     |  |
| 5.     | «Me cuesta tanto olvidarte»      | José María Cano | 2:54     |  |

| Cara B |                                  |                 |          |  |
| N.º    | Título                           | Compositor      | Duración |  |
| 1.     | «No tienes nada que perder»      | Nacho Cano      | 3:04     |  |
| 2.     | «Las curvas de esa chica»        | Nacho Cano      | 3:12     |  |
| 3.     | «No es serio este cementerio»    | José María Cano | 4:36     |  |
| 4.     | «Cruz de navajas»                | José María Cano | 5:02     |  |
| 5.     | «Esta es la historia de un amor» | Nacho Cano      | 3:58     |  |

Temas extra:Antes que nos abandone el mar y Figllio de la Luna.. 
- Edición casete-álbum estándar

| Lado A |                                  |                 |          |  |
| N.º    | Título                           | Compositor      | Duración |  |
| 1.     | «Ay qué pesado»                  | Nacho Cano      | 3:59     |  |
| 2.     | «Ángel»                          | Nacho Cano      | 4:34     |  |
| 3.     | «Hijo de la Luna»                | José María Cano | 4:20     |  |
| 4.     | «50 palabras, 60 palabras o 100» | Nacho Cano      | 4:00     |  |
| 5.     | «Te busqué»                      | Nacho Cano      | 2:56     |  |
| 6.     | «Me cuesta tanto olvidarte»      | José María Cano | 2:54     |  |

| Lado B |                                  |                 |          |  |
| N.º    | Título                           | Compositor      | Duración |  |
| 1.     | «No tienes nada que perder»      | Nacho Cano      | 3:04     |  |
| 2.     | «Las curvas de esa chica»        | Nacho Cano      | 3:12     |  |
| 3.     | «No es serio este cementerio»    | José María Cano | 4:36     |  |
| 4.     | «Cruz de navajas»                | José María Cano | 5:02     |  |
| 5.     | «Las cosas pares»                | Nacho Cano      | 2:29     |  |
| 6.     | «Esta es la historia de un amor» | Nacho Cano      | 3:58     |  |

- Edición CD - álbum publicado en España (12 canciones).
Incluye 2 temas adicionales al LP: "Te busqué" y, "Las cosas pares".

|     |                                  |                                 |          |  |  |  |  |  |  |  |
| N.º | Título                           | Escritor(es)                    | Duración |  |  |  |  |  |  |  |
| 1.  | «Ay qué pesado»                  | Nacho Cano                      | 3:59     |  |  |  |  |  |  |  |
| 2.  | «Ángel»                          | Nacho Cano                      | 4:34     |  |  |  |  |  |  |  |
| 3.  | «Hijo de la Luna»                | José María Cano                 | 4:20     |  |  |  |  |  |  |  |
| 4.  | «50 palabras, 60 palabras o 100» | Nacho Cano                      | 4:00     |  |  |  |  |  |  |  |
| 5.  | «Te busqué»                      | Nacho Cano                      | 2:56     |  |  |  |  |  |  |  |
| 6.  | «Me cuesta tanto olvidarte»      | José María Cano                 | 2:54     |  |  |  |  |  |  |  |
| 7.  | «No tienes nada que perder»      | Nacho Cano                      | 3:04     |  |  |  |  |  |  |  |
| 8.  | «Las curvas de esa chica»        | Nacho Cano                      | 3:12     |  |  |  |  |  |  |  |
| 9.  | «No es serio este cementerio»    | José María Cano                 | 4:36     |  |  |  |  |  |  |  |
| 10. | «Cruz de navajas»                | José María Cano, Joaquin Sabina | 5:02     |  |  |  |  |  |  |  |
| 11. | «Las cosas pares»                | Nacho Cano                      | 2:29     |  |  |  |  |  |  |  |
| 12. | «Esta es la historia de un amor» | Nacho Cano                      | 3:58     |  |  |  |  |  |  |  |

### Otras ediciones internacionales
- "Entre el cielo y el suelo" (CD-álbum, edición para Estados Unidos y Latinoamérica, ℗ 1986)
con 10 canciones en castellano; no incluye los temas de "Te busqué" ni "Las cosas pares"; el disco refleja el LP original.

|     |                                  |                                 |          |  |  |  |  |  |  |  |
| N.º | Título                           | Escritor(es)                    | Duración |  |  |  |  |  |  |  |
| 1.  | «Ay qué pesado»                  | Nacho Cano                      | 3:59     |  |  |  |  |  |  |  |
| 2.  | «Ángel»                          | Nacho Cano                      | 4:34     |  |  |  |  |  |  |  |
| 3.  | «Hijo de la Luna»                | José María Cano                 | 4:20     |  |  |  |  |  |  |  |
| 4.  | «50 palabras, 60 palabras o 100» | Nacho Cano                      | 4:00     |  |  |  |  |  |  |  |
| 5.  | «Me cuesta tanto olvidarte»      | José María Cano                 | 2:54     |  |  |  |  |  |  |  |
| 6.  | «No tienes nada que perder»      | Nacho Cano                      | 3:04     |  |  |  |  |  |  |  |
| 7.  | «Las curvas de esa chica»        | Nacho Cano                      | 3:12     |  |  |  |  |  |  |  |
| 8.  | «No es serio este cementerio»    | José María Cano                 | 4:36     |  |  |  |  |  |  |  |
| 9.  | «Cruz de navajas»                | José María Cano, Joaquin Sabina | 5:02     |  |  |  |  |  |  |  |
| 10. | «Esta es la historia de un amor» | Nacho Cano                      | 3:58     |  |  |  |  |  |  |  |

- "Entre el cielo y el suelo" (CD-álbum, edición para Francia, ℗ 1988)
con 14 temas en castellano; unos de "Entre el cielo y el suelo" y otros de "Descanso dominical".

|     |                                  |                 |          |  |  |  |  |  |  |  |
| N.º | Título                           | Escritor(es)    | Duración |  |  |  |  |  |  |  |
| 1.  | «Ay qué pesado»                  | Nacho Cano      | 3:59     |  |  |  |  |  |  |  |
| 2.  | «Ángel»                          | Nacho Cano      | 4:34     |  |  |  |  |  |  |  |
| 3.  | «Hijo de la Luna»                | José María Cano | 4:20     |  |  |  |  |  |  |  |
| 4.  | «50 palabras, 60 palabras o 100» | Nacho Cano      | 4:00     |  |  |  |  |  |  |  |
| 5.  | «Te busqué»                      | Nacho Cano      | 2:56     |  |  |  |  |  |  |  |
| 6.  | «Me cuesta tanto olvidarte»      | José María Cano | 2:54     |  |  |  |  |  |  |  |
| 7.  | «No tienes nada que perder»      | Nacho Cano      | 3:04     |  |  |  |  |  |  |  |
| 8.  | «Las curvas de esa chica»        | Nacho Cano      | 3:12     |  |  |  |  |  |  |  |
| 9.  | «No es serio este cementerio»    | José María Cano | 4:36     |  |  |  |  |  |  |  |
| 10. | «Cruz de navajas»                | José María Cano | 5:02     |  |  |  |  |  |  |  |
| 11. | «Las cosas pares»                | Nacho Cano      | 2:29     |  |  |  |  |  |  |  |
| 12. | «Esta es la historia de un amor» | Nacho Cano      | 3:58     |  |  |  |  |  |  |  |
| 13. | «Hermano Sol, hermana Luna»      | José María Cano | 3:33     |  |  |  |  |  |  |  |
| 14. | «Laika»                          | Nacho Cano      | 4:41     |  |  |  |  |  |  |  |

- "Entre el cielo y el suelo" (CD-álbum, reedición 2005 a nivel Mundial, ℗ 2005)
con 12 canciones más 2 temas bonus track.

|     |                                                                    |                 |          |  |  |  |  |  |  |  |
| N.º | Título                                                             | Escritor(es)    | Duración |  |  |  |  |  |  |  |
| 1.  | «Ay qué pesado»                                                    | Nacho Cano      | 3:59     |  |  |  |  |  |  |  |
| 2.  | «Ángel»                                                            | Nacho Cano      | 4:34     |  |  |  |  |  |  |  |
| 3.  | «Hijo de la Luna»                                                  | José María Cano | 4:20     |  |  |  |  |  |  |  |
| 4.  | «50 palabras, 60 palabras o 100»                                   | Nacho Cano      | 4:00     |  |  |  |  |  |  |  |
| 5.  | «Te busqué»                                                        | Nacho Cano      | 2:56     |  |  |  |  |  |  |  |
| 6.  | «Me cuesta tanto olvidarte»                                        | José María Cano | 2:54     |  |  |  |  |  |  |  |
| 7.  | «No tienes nada que perder»                                        | Nacho Cano      | 3:04     |  |  |  |  |  |  |  |
| 8.  | «Las curvas de esa chica»                                          | Nacho Cano      | 3:12     |  |  |  |  |  |  |  |
| 9.  | «No es serio este cementerio»                                      | José María Cano | 4:36     |  |  |  |  |  |  |  |
| 10. | «Cruz de navajas»                                                  | José María Cano | 5:02     |  |  |  |  |  |  |  |
| 11. | «Las cosas pares»                                                  | Nacho Cano      | 2:29     |  |  |  |  |  |  |  |
| 12. | «Esta es la historia de un amor»                                   | Nacho Cano      | 3:58     |  |  |  |  |  |  |  |
| 13. | «Canción cortita para antes que nos abandone el mar» (Bonus Track) | Nacho Cano      | 1:01     |  |  |  |  |  |  |  |
| 14. | «Figlio della Luna» (Bonus Track)                                  | José María Cano | 4:20     |  |  |  |  |  |  |  |

## Sencillos y maxisencillos
Singles
| N.º | Sencillo                      | Lanzamiento             |
| --- | ----------------------------- | ----------------------- |
| 1.  | "Ay qué pesado"               | 16 de junio de 1986     |
| 2.  | "Cruz de navajas"             | 28 de noviembre de 1986 |
| 3.  | "Me cuesta tanto olvidarte"   | 1 de diciembre de 1986  |
| 4.  | "No es serio este cementerio" | 2 de febrero de 1987    |
| 5.  | "Hijo de la Luna"             | 25 de julio de 1987     |

Maxi sencillo Promocional
| N.º | Sencillo                                     | Lanzamiento                                       | Maxisencillo, Edición especial para discotecas España | Lanzamiento        |
| --- | -------------------------------------------- | ------------------------------------------------- | ----------------------------------------------------- | ------------------ |
| 1.  | Lado A: "Baila con Mecano" (versión cantada) | Lado B: "Baila con Mecano" (versión instrumental) | Maxisencillo, Edición especial para discotecas España | 7 de julio de 1986 |
| 2.  | Lado A: "Baila con Mecano" (versión cantada) | Lado B: "Baila con Mecano" (versión instrumental) | Maxisencillo, Edición especial para discotecas México | 7 de julio de 1986 |